# The Voice Kids (7.ª temporada)
A sétima temporada do The Voice Kids, transmitida pela TV Globo, é a versão infantil do talent show brasileiro The Voice Brasil. Foi exibida de 1º de maio a 17 de julho de 2022. A temporada teve a apresentação de Márcio Garcia e Thalita Rebouças (nos bastidores). Teve também Carlinhos Brown, Michel Teló e a dupla sertaneja Maiara & Maraísa – no lugar de Gaby Amarantos – como técnicos. Durante a fase Tira-Teima, Michel foi substituido por Toni Garrido, após ter testado positivo para a COVID-19.

## Técnicos e apresentadores
Na sétima temporada do reality, Carlinhos Brown e Michel Teló retornam como técnicos, e a dupla Maiara & Maraísa entram no lugar de Gaby Amarantos, que foi atuar em Além da Ilusão. A apresentação segue com Márcio Garcia e Thalita Rebouças, nos bastidores do reality.

## Episódios

### Episódio 1: Audições às Cegas, Parte 1 (1º de maio de 2022)
Legenda
Perfomances:
- "Nascemos Pra Cantar (Shambala)" — Carlinhos Brown, Michel Teló e Maiara & Maraisa

| Ordem | Competidor       | Idade | Cidade                | Canção                                    | Escolha dos técnicos e competidores | Escolha dos técnicos e competidores | Escolha dos técnicos e competidores |
| Ordem | Competidor       | Idade | Cidade                | Canção                                    | Teló                                | Maiara & Maraísa                    | Brown                               |
| ----- | ---------------- | ----- | --------------------- | ----------------------------------------- | ----------------------------------- | ----------------------------------- | ----------------------------------- |
| 1     | Isadora Pedrini  | 9     | Curitiba, PR          | "Pesadão"                                 | ✔                                   | ✔                                   | ✔                                   |
| 2     | Mateus Cassemiro | 14    | Sorriso, MT           | "Falando às Paredes"                      | ✔                                   | ✔                                   | ✔                                   |
| 3     | Íris Mantovani   | 10    | Maringá, PR           | "Who's Loving You"                        | ✔                                   | —                                   | ✔                                   |
| 4     | Cecília Amorim   | 14    | Limoeiro do Norte, CE | "Lamento Sertanejo"                       | ✔                                   | ✔                                   | ✔                                   |
| 5     | Arthur Marçal    | 13    | Cruzeiro do Sul, AC   | "Nessun Dorma"                            | ✔                                   | ✔                                   | ✔                                   |
| 6     | Gabi Sorroce     | 14    | Valinhos, SP          | "The Girl From Ipanema/Garota de Ipanema" | ✔                                   | ✔                                   | ✔                                   |
| 7     | Fernandinha      | 10    | Ipiaú, BA             | “Someone Like You"                        | ✔                                   | —                                   | ✔                                   |
| 8     | Justini LP       | 14    | Espumoso, RS          | "Eu Sou Egoísta"                          | —                                   | —                                   | —                                   |
| 9     | Luís Miguel      | 13    | Cabo Frio, RJ         | "Será Que Foi Saudade?"                   | ✔                                   | ✔                                   | ✔                                   |
| 10    | Bielzinho        | 9     | Catalão, GO           | “Uni Duni Tê”                             | —                                   | —                                   | ✔                                   |
| 11    | Gabriela Muniz   | 12    | São Paulo, SP         | “Flor e o Beija-Flor”                     | ✔                                   | ✔                                   | —                                   |
| 12    | Artur de Mari    | 11    | Canoas, RS            | “Apenas Um Rapaz Latino Americano”        | ✔                                   | ✔                                   | ✔                                   |

### Episódio 2: Audições às Cegas, Parte 2 (8 de maio de 2022)
| Ordem | Competidor             | Idade  | Cidade                  | Canção                         | Escolha dos técnicos e competidores | Escolha dos técnicos e competidores | Escolha dos técnicos e competidores |
| Ordem | Competidor             | Idade  | Cidade                  | Canção                         | Teló                                | Maiara & Maraísa                    | Brown                               |
| ----- | ---------------------- | ------ | ----------------------- | ------------------------------ | ----------------------------------- | ----------------------------------- | ----------------------------------- |
| 1     | Julia Castro           | 13     | Santana de Parnaíba, SP | "At Last!"                     | ✔                                   | ✔                                   | ✔                                   |
| 2     | Kaio Alvaro            | 9      | Goianésia do Pará, PA   | "Fui Fiel"                     | —                                   | ✔                                   | —                                   |
| 3     | Letícia Araújo         | 12     | Rio de Janeiro, RJ      | "A Bela e a Fera"              | ✔                                   | ✔                                   | ✔                                   |
| 4     | Tavinho Porto Rico     | 10     | Lagarto, SE             | "Zombie"                       | —                                   | ✔                                   | ✔                                   |
| 5     | Karin Barros           | 9      | Camaçari, BA            | "De Volta Pro Aconchego"       | —                                   | —                                   | ✔                                   |
| 6     | Sávio e Gustavo        | 9 e 13 | Belo Horizonte, MG      | "No Dia em Que eu Saí de Casa" | ✔                                   | ✔                                   | ✔                                   |
| 7     | Isadora Benites        | 14     | Pelotas, RS             | "Como Nossos Pais"             | —                                   | ✔                                   | —                                   |
| 8     | Isabela Moreno         | 12     | João Pessoa, PB         | "Sebastiana"                   | —                                   | —                                   | ✔                                   |
| 9     | Letícia Garcia         | 11     | Franca, SP              | "Rosas"                        | —                                   | —                                   | —                                   |
| 10    | Maria Laura            | 11     | Santos Dumont, MG       | "Samba de Verão"               | ✔                                   | ✔                                   | ✔                                   |
| 11    | Davi Andrade           | 10     | Ponte Serrada, SC       | "Como Vai Você?"               | ✔                                   | ✔                                   | ✔                                   |
| 12    | Alice Cardoso          | 10     | Cruz Alta, RS           | “Ovelha Negra”                 | —                                   | ✔                                   | ✔                                   |
| 13    | Esther Jullya Carvalho | 11     | Mineiros, GO            | “Velha Porteira”               | ✔                                   | ✔                                   | —                                   |
| 14    | Francine Maria         | 14     | Ibiapina, CE            | “Esperando na Janela”          | ✔                                   | ✔                                   | ✔                                   |

### Episódio 3: Audições às Cegas, Parte 3 (15 de maio de 2022)
| Ordem | Competidor        | Idade | Cidade             | Canção            | Escolha dos técnicos e competidores | Escolha dos técnicos e competidores | Escolha dos técnicos e competidores |
| Ordem | Competidor        | Idade | Cidade             | Canção            | Teló                                | Maiara & Maraísa                    | Brown                               |
| ----- | ----------------- | ----- | ------------------ | ----------------- | ----------------------------------- | ----------------------------------- | ----------------------------------- |
| 1     | Esther Samuel     | 10    | Niterói, RJ        | "Vira Virou"      | ✔                                   | ✔                                   | ✔                                   |
| 2     | Heitor Gusmão     | 12    | Rio de Janeiro, RJ | "Eu Não Vou"      | —                                   | ✔                                   | ✔                                   |
| 3     | Pedro Henrique    | 13    | Maceió, AL         | "Por Um Minuto"   | —                                   | ✔                                   | —                                   |
| 4     | Bia Klappoth      | 14    | Curitiba, PR       | "Reckless"        | ✔                                   | ✔                                   | ✔                                   |
| 5     | Manu Anjos        | 11    | Americana, SP      | "Estúpido Cupido" | ✔                                   | ✔                                   | —                                   |
| 6     | Emily Teixeira    | 13    | Passo Fundo, RS    | "Na Sua Estante"  | —                                   | ✔                                   | —                                   |
| 7     | Miguel Ruas       | 9     | Esteio, RS         | "Sangrando"       | ✔                                   | —                                   | ✔                                   |
| 8     | Carol Brasil      | 10    | Jacarezinho, PR    | "Cajuína"         | ✔                                   | ✔                                   | ✔                                   |
| 9     | Valentina Dadalt  | 10    | Cachoeirinha, RS   | "Do Lado de Cá"   | —                                   | —                                   | —                                   |
| 10    | Vitória Heck      | 12    | Porto Alegre, RS   | "O Trem Azul"     | —                                   | ✔                                   | ✔                                   |
| 11    | Giovanna Barbiero | 12    | Ponta Grossa, PR   | "River"           | —                                   | ✔                                   | ✔                                   |
| 12    | Rafa Lemos        | 12    | Franca, SP         | “Linda Demais”    | ✔                                   | —                                   | —                                   |
| 13    | Giulia Foganholli | 10    | Curitiba, PR       | “Mercedita”       | ✔                                   | ✔                                   | ✔                                   |
| 14    | Leonardo Freire   | 12    | São Paulo, SP      | “Meu Talismã”     | ✔                                   | ✔                                   | ✔                                   |

### Episódio 4: Audições às Cegas, Parte 4 (22 de maio de 2022)
| Ordem | Competidor      | Idade | Cidade              | Canção                             | Escolha dos técnicos e competidores | Escolha dos técnicos e competidores | Escolha dos técnicos e competidores |
| Ordem | Competidor      | Idade | Cidade              | Canção                             | Teló                                | Maiara & Maraísa                    | Brown                               |
| ----- | --------------- | ----- | ------------------- | ---------------------------------- | ----------------------------------- | ----------------------------------- | ----------------------------------- |
| 1     | Isis Testa      | 10    | Natal, RN           | "Listen"                           | ✔                                   | ✔                                   | ✔                                   |
| 2     | Julia Almeida   | 14    | Sete Lagoas, MG     | "Evidencias"                       | ✔                                   | ✔                                   | —                                   |
| 3     | Duda Sena       | 13    | Nazaré Paulista, SP | "O Canto das Três Raças"           | —                                   | —                                   | ✔                                   |
| 4     | Antonio Marques | 10    | Cabedelo, PB        | "Qui Nem Giló"                     | ✔                                   | ✔                                   | ✔                                   |
| 5     | Lais Paixão     | 11    | São Paulo, SP       | "Estrada da Vida"                  | —                                   | ✔                                   | —                                   |
| 6     | Nanda Santiago  | 13    | Aracaju, SE         | "Send My Love (To Your New Lover)" | —                                   | ✔                                   | ✔                                   |
| 7     | Bernardo Yuri   | 11    | Abelardo Luz, SC    | "Romaria"                          | ✔                                   | ✔                                   | ✔                                   |
| 8     | Yves Maria      | 13    | Itacoatiara, AM     | "Eu Só Queria Te Amar (¡Corre!)"   | —                                   | ✔                                   | —                                   |
| 9     | Maria Alice     | 11    | Valinhos, SP        | "João e Maria"                     | —                                   | —                                   | —                                   |
| 10    | Amora           | 14    | Fortaleza, CE       | "Billionaire"                      | —                                   | ✔                                   | ✔                                   |
| 11    | Bianca Guterres | 12    | Brasília, DF        | "Como Uma Onda"                    | ✔                                   | —                                   | —                                   |
| 12    | Jolie           | 11    | Niterói, RJ         | “História de Uma Gata”             | ✔                                   | ✔                                   | ✔                                   |
| 13    | Igor Valença    | 10    | Recife, PE          | “Feeling Good”                     | —                                   | ✔                                   | —                                   |
| 14    | Mel Grebin      | 11    | Canoas, RS          | “I Will Always Love You”           | ✔                                   | ✔                                   | ✔                                   |

### Episódio 5: Audições às Cegas, Parte 5 (29 de maio de 2022)
| Ordem | Competidor          | Idade | Cidade                  | Canção                     | Escolha dos técnicos e competidores | Escolha dos técnicos e competidores | Escolha dos técnicos e competidores |
| Ordem | Competidor          | Idade | Cidade                  | Canção                     | Teló                                | Maiara & Maraísa                    | Brown                               |
| ----- | ------------------- | ----- | ----------------------- | -------------------------- | ----------------------------------- | ----------------------------------- | ----------------------------------- |
| 1     | Lorenah             | 13    | Mococa, SP              | “Medo Bobo”                | ✔                                   | ✔                                   | ✔                                   |
| 2     | Sara Antonybele     | 13    | Teresina, PI            | “Carcará”                  | ✔                                   | —                                   | ✔                                   |
| 3     | Alannah Schuu       | 9     | Rio de Janeiro, RJ      | “Reach”                    | ✔                                   | ✔                                   | ✔                                   |
| 4     | Fernanda Lopes      | 13    | Osasco, SP              | “Felicidade”               | —                                   | ✔                                   | —                                   |
| 5     | João Felipe Bistene | 11    | Belo Horizonte, MG      | “Ben”                      | —                                   | —                                   | ✔                                   |
| 6     | BÊ                  | 14    | Eunápolis, BA           | “Onde Deus Possa Me Ouvir” | —                                   | ✔                                   | ✔                                   |
| 7     | Débora Azevedo      | 14    | Olinda, PE              | “Onde Anda Você”           | ✔                                   | ✔                                   | ✔                                   |
| 8     | Diego Marques       | 11    | São Pedro do Suaçuí, MG | “Ficha Limpa”              | ✔                                   | ✔                                   | —                                   |
| 9     | Laura Andrade       | 12    | Natal, RN               | "Ciranda Da Bailarina"     | —                                   | —                                   | —                                   |
| 10    | Duda Lobo           | 13    | Salvador, BA            | “Samba da Minha Terra”     | —                                   | ✔                                   | ✔                                   |
| 11    | Ana Felps           | 13    | Joinvile, SC            | “Pretty Hurts”             | ✔                                   | ✔                                   | ✔                                   |
| 12    | Beca                | 13    | Curitiba, PR            | “Beija Eu”                 | —                                   | —                                   | ✔                                   |
| 13    | Letty               | 10    | Arapiraca, AL           | “Asa Branca”               | ✔                                   | ✔                                   | —                                   |
| 14    | Lorena Araújo       | 10    | Sete Lagoas, MG         | “Tropicana”                | ✔                                   | —                                   | —                                   |

### Episódios 6 a 8: Batalhas (5 a 19 de junho de 2022)
Os técnicos dividem seus times em trios e, de cada trio, que canta uma mesma música, escolhem apenas uma voz para continuar no programa, enquanto dois participantes são eliminados. Restam sete vozes em cada time ao final dessa fase.
Legenda
- Performances
  - "Andar Com Fé", Michel Teló (Episódio 6)
  - "Quero Você do Jeito Que Quiser", Maiara & Maraisa (Episódio 7)
  - "Prefiro Cirandar", Carlinhos Brown (Episódio 8)

| Episódio | Técnico          | Ordem | Vencedor(es)           | Canção                        | Eliminados        | Eliminados          |
| -------- | ---------------- | ----- | ---------------------- | ----------------------------- | ----------------- | ------------------- |
| 6        | Carlinhos Brown  | 1     | Bielzinho              | "Superfantástico"             | Giovanna Barbiero | Jolie               |
| 6        | Maiara & Maraisa | 2     | Isis Testa             | "Easy On Me"                  | Alice Cardoso     | Letty               |
| 6        | Michel Teló      | 3     | Esther Jullya Carvalho | "Sem Sal"                     | Giulia Foganholli | Miguel Ruas         |
| 6        | Maiara & Maraisa | 4     | Amora                  | "Pupila"                      | Emily Teixeira    | Fernanda Lopes      |
| 6        | Michel Teló      | 5     | Mel Grebin             | "That’s What Friends are For" | Fernandinha       | Iris Mantovani      |
| 6        | Carlinhos Brown  | 6     | Leticia Araújo         | "Aprendendo a Jogar"          | Duda Lobo         | Sara Antonybele     |
| 6        | Maiara & Maraisa | 7     | Kaio Alvaro            | "Termina Comigo Antes"        | Pedro Henrique    | Tavinho Porto Rico  |
|          |                  |       |                        |                               |                   |                     |
| 7        | Michel Teló      | 1     | Davi Andrade           | "A Vida do Viajante"          | Antonio Marques   | Lorena Araujo       |
| 7        | Maiara & Maraisa | 2     | Debora Azevedo         | "Best Part"                   | Cecilia Amorim    | Isadora Benites     |
| 7        | Carlinhos Brown  | 3     | Isadora Pedrini        | "O Nosso Santo Bateu"         | Beca              | Carol Brasil        |
| 7        | Michel Teló      | 4     | Julia Castro           | "No Time To Die"              | Alannah Schuu     | Esther Samuel       |
| 7        | Maiara & Maraisa | 5     | Lorenah                | "É O Amor"                    | Luís Miguel       | Mateus Cassemiro    |
| 7        | Michel Teló      | 6     | Bianca Guterres        | "Depois"                      | Ana Felps         | Manu Anjos          |
| 7        | Carlinhos Brown  | 7     | Artur de Mari          | "Here Comes The Sun"          | Heitor Gusmão     | João Felipe Bistene |
|          |                  |       |                        |                               |                   |                     |
| 8        | Carlinhos Brown  | 1     | Nanda Santiago         | "Deja Vú"                     | Bia Klappoth      | Gabi Sorroce        |
| 8        | Michel Teló      | 2     | Sávio e Gustavo        | "Canarinho Prisioneiro"       | Gabriela Muniz    | Júlia Almeida       |
| 8        | Maiara & Maraisa | 3     | Leonardo Freire        | "Ghost"                       | Yves Maria        | Igor Valença        |
| 8        | Carlinhos Brown  | 4     | Francine Maria         | "O Xote das Meninas"          | Isabela Moreno    | Karin Barros        |
| 8        | Michel Teló      | 5     | Rafa Lemos             | "Alô"                         | Bernardo Yuri     | Diego Marques       |
| 8        | Carlinhos Brown  | 6     | Arthur Marçal          | "Quase Sem Querer"            | BÊ                | Duda Sena           |
| 8        | Maiara & Maraisa | 7     | Maria Laura            | "Presepada"                   | Laís Paixão       | Vitória Heck        |
|          |                  |       |                        |                               |                   |                     |

### Episódios 9 e 10: Tira-Teima (26 de junho a 3 de julho de 2022)
1Os oito definidos nas Batalhas vão ser divididos pelos técnicos em um quarteto e um trio, que cantarão em suas respectivas tardes. O técnico salva duas vozes em cada programa.
↑Nota 1:  Por conta do técnico Michél Teló ter testado positivo para a COVID-19 no dia da gravação da fase Tira-Teima, o mesmo foi substituido por Toni Garrido, técnico do The Voice +.
↑Nota 2:  Por motivos de saúde, as candidatas Júlia Castro e Esther Jullya Carvalho, do time Teló, foram desclassificada da competição.
Legenda
| Episódio | Técnico                    | Ordem | Competidor      | Canção                       | Resultado            |
| -------- | -------------------------- | ----- | --------------- | ---------------------------- | -------------------- |
| 9        | Michel Teló (Toni Garrido) | 1     | Davi Andrade    | "Luar do Sertão"             | Eliminado            |
| 9        | Michel Teló (Toni Garrido) | 2     | Mel Grebin      | "Shallow"                    | Salva pelo técnico   |
| 9        | Michel Teló (Toni Garrido) | 3     | Rafa Lemos      | "Volta pra Mim"              | Salvo pelo técnico   |
| 9        | Maiara e Maraísa           | 4     | Kaio Alvaro     | “Não Aprendi Dizer Adeus”    | Salvo pelas técnicas |
| 9        | Maiara e Maraísa           | 5     | Lorenah         | "Se Deus Me Ouvisse"         | Eliminada            |
| 9        | Maiara e Maraísa           | 6     | Maria Laura     | "Wave"                       | Eliminada            |
| 9        | Carlinhos Brown            | 7     | Artur de Mari   | "Dona"                       | Salvo pelo técnico   |
| 9        | Carlinhos Brown            | 8     | Francine Maria  | "Reconvexo"                  | Eliminada            |
| 9        | Carlinhos Brown            | 9     | Isadora Pedrini | "Impossible"                 | Salva pelo técnico   |
| 9        | Carlinhos Brown            | 10    | Letícia Araújo  | "Happy"                      | Eliminada            |
|          |                            |       |                 |                              |                      |
| 10       | Maiara e Maraísa           | 1     | Amora           | "Can't Take My Eyes Off You" | Eliminada            |
| 10       | Maiara e Maraísa           | 2     | Débora Azevedo  | “If I Ain´t Got You”         | Salva pelas técnicas |
| 10       | Maiara e Maraísa           | 3     | Isis Testa      | "Saber Quem Sou"             | Salva pelas técnicas |
| 10       | Maiara e Maraísa           | 4     | Leonardo Freire | "Rise Up"                    | Eliminado            |
| 10       | Carlinhos Brown            | 5     | Arthur Marçal   | "Caruso"                     | Salvo pelo técnico   |
| 10       | Carlinhos Brown            | 6     | Bielzinho       | "Tijolinho por Tijolinho"    | Eliminado            |
| 10       | Carlinhos Brown            | 7     | Nanda Santiago  | "Ouvi Dizer"                 | Eliminada            |
| 10       | Michel Teló (Toni Garrido) | 8     | Bianca Guterres | “When I Was Your Man”        | Eliminada            |
| 10       | Michel Teló (Toni Garrido) | 9     | Sávio e Gustavo | “Saudade de Minha Terra”     | Salvos pelo técnico  |

### Episódio 11: Shows ao vivo - Semifinal (10 de julho de 2022)
Legenda
| Ordem | Técnico          | Competidor      | Canção                                  | Resultado (pontos) | Resultado (pontos) | Resultado (pontos) |
| Ordem | Técnico          | Competidor      | Canção                                  | Público            | Técnico            | Total              |
| ----- | ---------------- | --------------- | --------------------------------------- | ------------------ | ------------------ | ------------------ |
| 1     | Michel Teló      | Mel Grebin      | "Força Estranha"                        | 59,20              | 20                 | 79,20              |
| 2     | Michel Teló      | Rafa Lemos      | "Na Hora de Amar (Spending My Time)"    | 14,27              | –                  | 14,27              |
| 3     | Michel Teló      | Sávio e Gustavo | "Eu Só Penso Em Você/Always On My Mind" | 26,53              | –                  | 26,53              |
| 4     | Maiara e Maraísa | Débora Azevedo  | "Someone You Loved"                     | 19,63              | –                  | 19,63              |
| 5     | Maiara e Maraísa | Isis Testa      | "Nuvem de Lágrimas"                     | 46,68              | 20                 | 66,68              |
| 6     | Maiara e Maraísa | Kaio Alvaro     | "Café e Amor"                           | 33,69              | –                  | 33,69              |
| 7     | Carlinhos Brown  | Artur de Mari   | "'O Sole Mio"                           | 43,47              | –                  | 43,47              |
| 8     | Carlinhos Brown  | Arthur Marçal   | "Encontros e Despedidas"                | 28,46              | –                  | 28,46              |
| 9     | Carlinhos Brown  | Isadora Pedrini | "And I Am Telling You I´m Not Going"    | 28,07              | 20                 | 48,07              |

| Ordem | Artistas     | Canção            |
| ----- | ------------ | ----------------- |
| 1     | Toni Garrido | "Tempos Modernos" |

### Episódio 12: Shows ao vivo - Final (17 de julho de 2022)
Legenda
| Técnico          | Competidor      | Ordem | Canção Solo 1            | Ordem | Canção Solo 2    | Resultado          |
| ---------------- | --------------- | ----- | ------------------------ | ----- | ---------------- | ------------------ |
| Carlinhos Brown  | Isadora Pedrini | 1     | "Dona de Mim"            | 5     | "Chandelier"     | Finalista          |
| Maiara e Maraisa | Isis Testa      | 2     | "Pense em Mim"           | 7     | "I Have Nothing" | Vencedora (43,65%) |
| Michel Teló      | Mel Grebin      | 3     | "Eu sei que vou te amar" | 9     | "Stand By Me"    | Finalista          |

| Ordem | Artista                     | Canção                                                 |
| ----- | --------------------------- | ------------------------------------------------------ |
| 4     | Maiara & Maraisa            | "Medley: Fascinação (Fascination)/Romaria/Maria Maria" |
| 6     | Michel Teló                 | "Calix Bento"                                          |
| 8     | Carlinhos Brown             | "Romântico Ambiente"                                   |
| 11    | Os técnicos e as finalistas | "Pitada de Tabaco"                                     |
| 12    | Vencedora: Isis Testa       | "Listen"                                               |

## Resultados
Legenda
Times
| - Time Brown - Time Teló / Toni - Time Maiara & Maraísa |

Detalhes dos resultados
| - Vencedor - Finalista - Artista foi salvo pelo seu técnico - Artista foi salvo pelo voto do público - Artista não se apresentou - Artista foi eliminado - Artista avançou para a final da temporada - Artista recebeu menos pontos e foi eliminado |

| Artista | Artista                | Semana 1        | Semana 2              | Semana 3              | Semana 4              |                       |
| ------- | ---------------------- | --------------- | --------------------- | --------------------- | --------------------- | --------------------- |
|         | Isis Testa             |                 | Salva                 | Salva                 | Vencedora             |                       |
|         | Isadora Pedrini        | Salvo           |                       | Salvo                 | Finalista             |                       |
|         | Mel Grebin             | Salvo           |                       | Salvo                 | Finalista             |                       |
|         | Artur de Mari          | Salvo           |                       | Eliminado             | Eliminados (Semana 3) | Eliminados (Semana 3) |
|         | Arthur Marçal          |                 | Salvo                 | Eliminado             | Eliminados (Semana 3) | Eliminados (Semana 3) |
|         | Debora Azevedo         |                 | Salva                 | Eliminada             | Eliminados (Semana 3) | Eliminados (Semana 3) |
|         | Kaio Alvaro            | Salvo           |                       | Eliminado             | Eliminados (Semana 3) | Eliminados (Semana 3) |
|         | Rafa Lemos             | Salvo           |                       | Eliminado             | Eliminados (Semana 3) | Eliminados (Semana 3) |
|         | Sávio e Gustavo        |                 | Salvos                | Eliminados            | Eliminados (Semana 3) | Eliminados (Semana 3) |
|         | Amora                  |                 | Eliminada             | Eliminados (Semana 2) | Eliminados (Semana 2) |                       |
|         | Bianca Guterres        |                 | Eliminada             | Eliminados (Semana 2) | Eliminados (Semana 2) |                       |
|         | Bielzinho              |                 | Eliminado             | Eliminados (Semana 2) | Eliminados (Semana 2) |                       |
|         | Leonardo Freire        |                 | Eliminado             | Eliminados (Semana 2) | Eliminados (Semana 2) |                       |
|         | Nanda Santiago         |                 | Eliminada             | Eliminados (Semana 2) | Eliminados (Semana 2) |                       |
|         | Esther Jullya Carvalho |                 | Desclassificada       | Eliminados (Semana 2) | Eliminados (Semana 2) |                       |
|         | Davi Andrade           | Eliminado       | Eliminados (Semana 1) | Eliminados (Semana 1) | Eliminados (Semana 1) |                       |
|         | Francine Maria         | Eliminada       | Eliminados (Semana 1) | Eliminados (Semana 1) | Eliminados (Semana 1) |                       |
|         | Leticia Araújo         | Eliminada       | Eliminados (Semana 1) | Eliminados (Semana 1) | Eliminados (Semana 1) |                       |
|         | Lorenah                | Eliminada       | Eliminados (Semana 1) | Eliminados (Semana 1) | Eliminados (Semana 1) |                       |
|         | Maria Laura            | Eliminada       | Eliminados (Semana 1) | Eliminados (Semana 1) | Eliminados (Semana 1) |                       |
|         | Julia Castro           | Desclassificada | Eliminados (Semana 1) | Eliminados (Semana 1) | Eliminados (Semana 1) |                       |

## Times
Legenda
     – Vencedor(a)
     – Finalista
     – Eliminado(a) na final
     – Eliminado(a) na semifinal
     – Eliminado(a) no Tira-Teima
     – Eliminado(a) na rodada de Batalhas
     – Desclassificado(a) do programa
| Técnicos           | Artistas               | Artistas         | Artistas          | Artistas |
| ------------------ | ---------------------- | ---------------- | ----------------- | -------- |
| Brown              |                        |                  |                   |          |
| Isadora Pedrini    | Arthur Marçal          | Artur de Mari    | Bielzinho         |          |
| Nanda Santiago     | Francine Maria         | Leticia Araújo   | Gabi Sorroce      |          |
| Duda Sena          | Karin Barros           | Isabela Moreno   | BÊ                |          |
| Bia Klappoth       | Beca                   | Carol Brasil     | Duda Lobo         |          |
| Heitor Gusmão      | João Felipe Bistene    | Sara Antonybele  | Giovanna Barbiero |          |
| Jolie              | —                      | —                | —                 |          |
| Maiara & Maraisa   |                        |                  |                   |          |
| Isis Testa         | Débora Azevedo         | Kaio Alvaro      | Leonardo Freire   |          |
| Amora              | Lorenah                | Maria Laura      | Laís Paixão       |          |
| Igor Valença       | Vitória Heck           | Yves Maria       | Alice Cardoso     |          |
| Cecília Amorim     | Emily Teixeira         | Fernanda Lopes   | Isadora Benites   |          |
| Letty              | Luís Miguel            | Mateus Cassemiro | Pedro Henrique    |          |
| Tavinho Porto Rico | —                      | —                | —                 |          |
| Teló / Toni        |                        |                  |                   |          |
| Mel Grebin         | Rafa Lemos             | Savio e Gustavo  | Bianca Guterres   |          |
| Davi Andrade       | Esther Jullya Carvalho | Julia Castro     | Bernardo Yuri     |          |
| Diego Marques      | Gabriela Muniz         | Julia Almeida    | Alannah Schuu     |          |
| Ana Felps          | Antonio Marques        | Esther Samuel    | Fernandinha       |          |
| Giulia Foganholli  | Íris Mantovani         | Lorena Araújo    | Manu Anjos        |          |
| Miguel Ruas        | —                      | —                | —                 |          |

## Aparições dos participantes em outrostalent shows
- Íris Mantovani participou da segunda temporada do Canta Comigo Teen na Record TV em 2021, mas foi eliminada na semifinal.
- Luis Miguel participou da segunda temporada do Canta Comigo Teen na Record TV em 2021, mas foi eliminado na final.
- Vitória Heck participou da sexta temporada do The Voice Kids em 2021, mas não teve nenhuma cadeira virada e foi eliminada nas Audições às Cegas.